# Oskiska

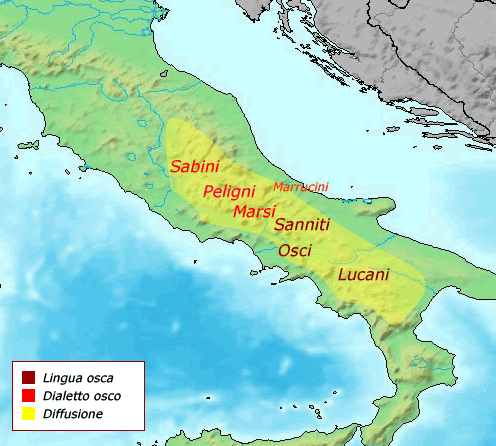
Oskiskans utbredning under 500-talet f.Kr.

Oskiska, oskernas språk, tillhör den sabelliska språkgruppen av de italiska språken. 
Oskiska finns belagd i skrift från 500-talet f.Kr. och talades i de dåtida områdena Samnium, Kampanien, Lucania och Abruzzo.
De oskiska stammarna behöll sitt språk fram till bundsförvantskriget 91–88 f.Kr. Kriget slutade med att oskerna fick romerskt medborgarskap och oskiskan började ge vika för latinet.

## Oskiska jämfört med latin
Oskiskan hade många gemensamma drag med latin, men också många slående skillnader, och många vanliga ordgrupper i latinet saknades och motsvarades av helt andra former. Till exempel motsvarades latinets volo, velle, volui, och liknande former från den protoindoeuropeiska roten *wel ('att vilja') av ord avledda från *gher ('att önska'): oskiska herest ('han vill, önskar') i motsats till latin vult. Latinets locus (plats) fanns inte och motsvarades av slaagid (plats). 
Oskiskans fonologi uppvisade också skillnader mot latinets: Oskiskan har 'p' där latinet har 'qu' (oskiska pis, latin quis), 'b' för latinets 'v', medialt 'f' till skillnad från latinets 'b' eller 'd' (oskiska mefiai, latin mediae).
Språket anses vara det mest konservativa av de italiska språk som man känner till, och anses ha bevarat det gamla vokalsystemet inklusive diftonger i liknande utsträckning som grekiskan.

## Skriftspråk

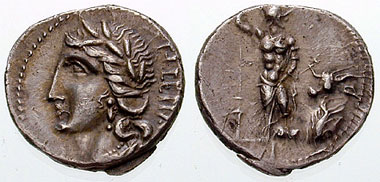
Mynt med oskisk skrift från 89 f.Kr.

Första beviset på oskiska i skrift är från 500-talet f.Kr. i form av text på mynt.
Oskerna byggde vidare på etruskiskans alfabet, som lästes höger till vänster och som etruskerna i sin tur lånat av grekerna. Oskerna införde dels en bokstav för  o som etruskerna tagit bort (transkriberas som ú) och dels en i-liknande bokstav med en tvärslå (transkriberas som í).
När latinet senare vann mark började oskiskan också skrivas med latinska bokstäver.

## Inskrifter
Tabula Bantina är en bronsplatta med oskiska inskriptioner där det latinska alfabetet användes.
Cippus Abellanus är en gränssten från 100-talet f.Kr. som med hjälp av det oskiska alfabetet definierar vad som gäller i gränsområdet mellan städerna Nola och Abella. 
| Cippus Abellanus sida A maiiúí vestirikiíúí mai(eís) sta(ttieís) prupukid sverruneí kvaístu- reí abellanúí, íním maiiúí lúvkiíúí mai(eís) pakalatúí [m]edíkeí deketasiúí núvl[a] [núí], íním lígatúís abellan[úís] íním lígatúís núvlanúís, pús senateís tanginúd suveís pútúrúspíd ligat[ús] fufans, ekss kúmbened [am-?] sakaraklúm herekleís [ú]p slaagid púd íst, íním teer[úm] púd úp eísúd sakaraklúd [íst], púd anter teremníss eh[......] íst, paí teremenniú mú[íníkad] tanginúd prúftú set r[...5-6...] amnúd, puz ídík sakar[aklúm] íním ídík terúm múín[íkúm] múíníkeí tereí fusíd, [íním] eíseís sakarakleís [íním] tere[í]s fruktatiuf múíníkú pútúrú[mpid] [fus]íd. avt núvlan[úm es-] [tud] herekleís fí[isnaíen dún-] [úm p]íspíd núvlan[ús ....] [...] íp p[...]ís [..........] | Cippus Abellanus sida B ekkum [svaí píd íússu íp] trííbarak [avum hereset ant] líimítú[m h]ernúm, [puf] herekleís fíisnú mefi[ú] íst, ehtrad feíhúss pú[s] herekieís fiísnam amfr- et pert víam pússtís, paí íp íst pústin slagím, senateís suveís tangi- núd tríbarakavúm lí- kítud. íním íúk tríba rakkiuf pam núvlanús tríbarakattuset íním úíttiuf núvlanúm estud. ekkum svaí píd abellanús tríbarakattuset íúk trí barakkiuf íním úíttiuf abellanúm estud. avt púst feíhúís pús fisnam am- fret eíseí tercí nep abel- lanús nep núvlanús pídum tríbarakattins. avt the savrúm púd e<í>seí tereí íst pún patensíns máíníkad t[an] [g]ínúd patensíns; íním píd e[íseí] thesavreí púkkapíd ee[stit] [a]íttíúm alttram alttr[ús] [f]erríns. avt anter siag[ím] [a]bellanam íním núvlanam [s]ullad víú uruvú íst pedú(m) x[+?]. [e]ísaí víaí mefìaí tereme[n]- [n]iú staíet. |